# Massey Ferguson

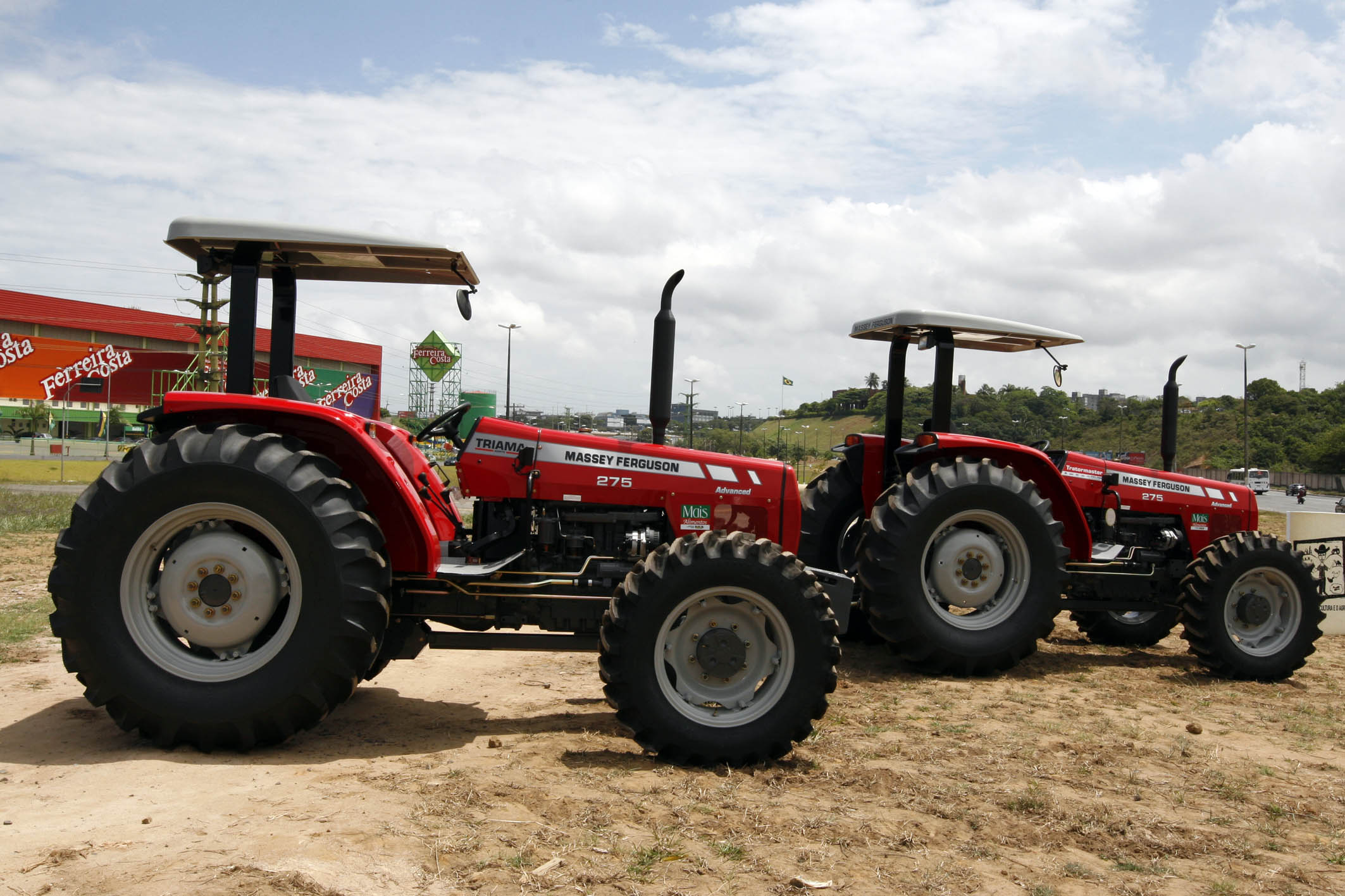
Tratores Massey Ferguson.

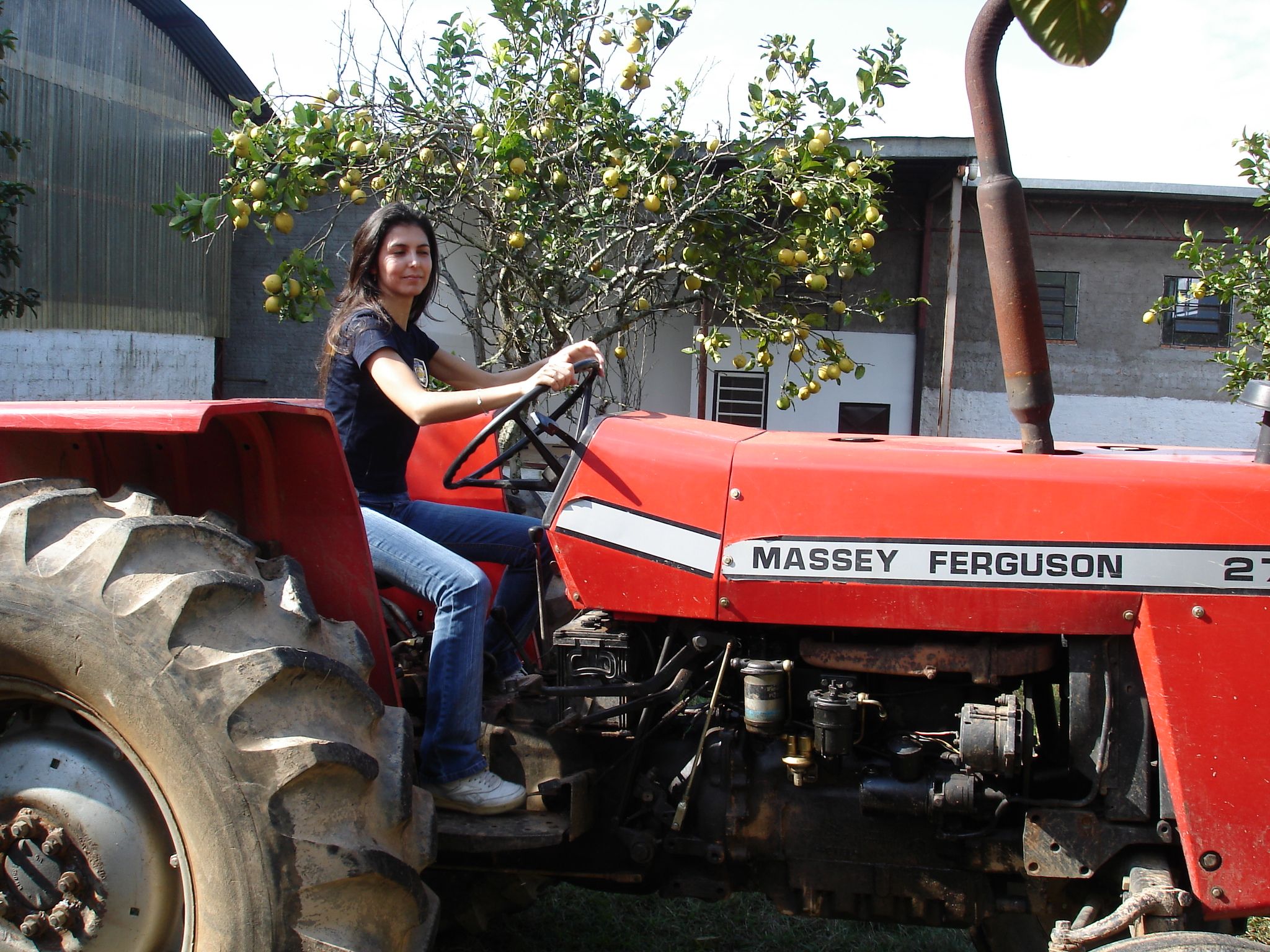
Trator Massey Ferguson.

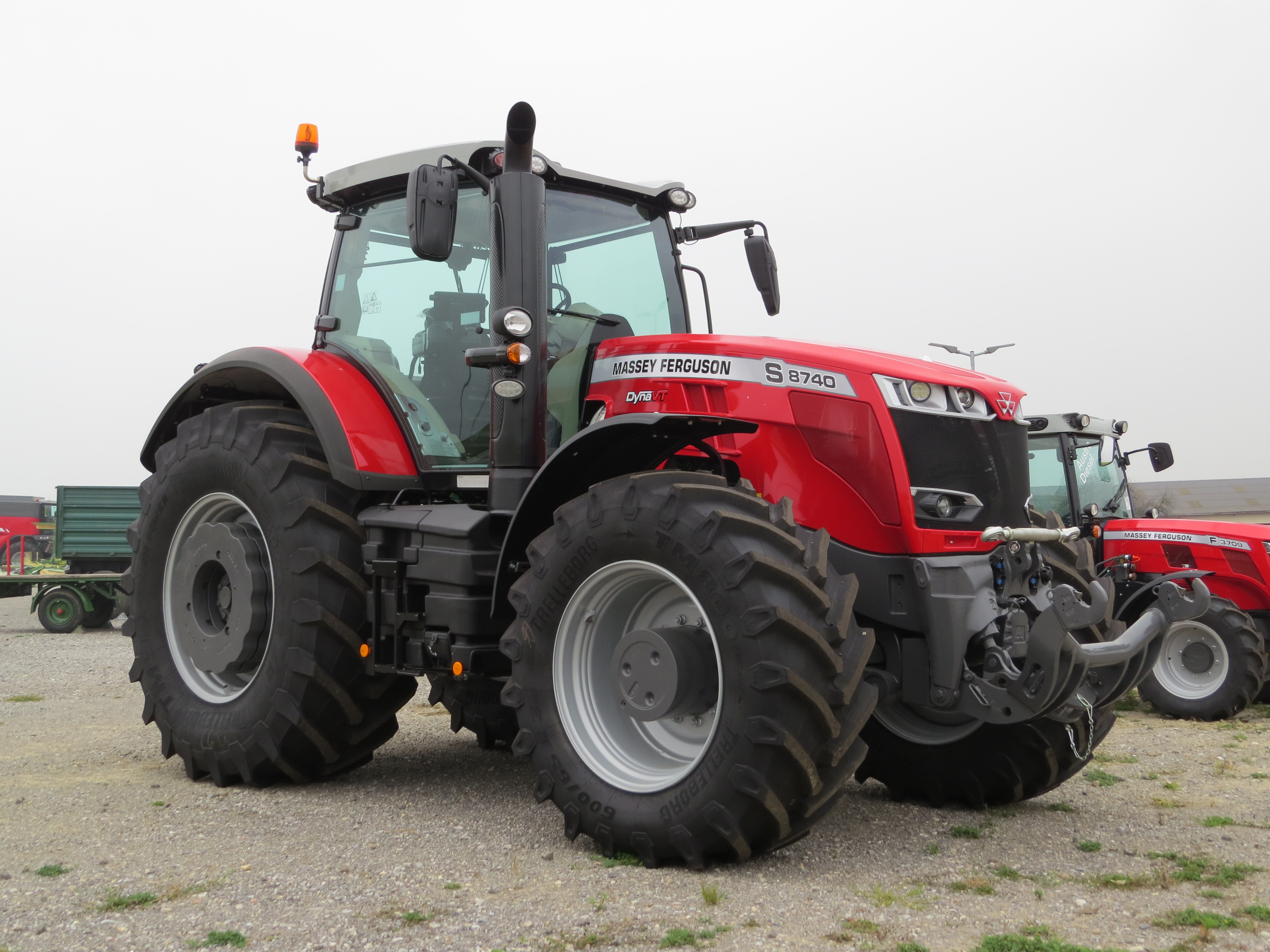
Massey Ferguson 8740 S.

Massey Ferguson é uma marca que surgiu em 1953, de fusão entre as marcas Massey Haris, originária dos Estados Unidos e Canadá e Ferguson, originária da Inglaterra. Desde então, espalhou-se por diversos países, nos cinco continentes. Na década de 1990, foi comprada pela norte americana AGCO, que detém diversas marcas de equipamentos agrícolas, com destaque para Valtra, Challenger, Fendt e a própria Massey Ferguson. A marca possui linha completa de equipamentos agrícolas, incluindo tratores, colheitadeiras de grãos, pulverizadores autopropelidos e implementos diversos.
A empresa Massey Ferguson se instalou no Brasil no fim da década de 1950, sendo parte do plano de expansão industrial do então presidente da República Juscelino Kubitschek. O modelo 50 X (conhecido popularmente com cinquentinha) era fabricado desde 1961 na fabrica de Taboão da Serra (SP), com 36 cavalos de potencia foi o primeiro trator da marca fabricado no Brasil. Foi batizado com o nome de MF 50 X, em homenagem ao slogan de governo do Presidente Juscelino Kubitschek, 50 anos de progresso em cinco de governo. Em 1969 se instala uma nova unidade da empresa Massey Ferguson em Canoas (RS). 
Atualmente os equipamentos da marca são fabricados, no Brasil, em Canoas, Santa Rosa e Ibirubá, todas no Rio Grande do Sul, além de fábricas em outros países.  
Na Argentina, em 1971, a Massey comprou as instalações locais de Rheinstahl Hanomag-Cura na Argentina (foi criada em 1960). A produção de tratores e outros implementos agrícolas, até 1999. Alguns modelos fabricados na Argentina: 65R / 250/252, 165, 155, 150, 5160 S-4, 5140 / 5140-4, 265, 255, 250, 250 S "viñatero", 8500 e 9500.
Outros modelos: 1075, 1078, 1095, 1098, 1175/1175 S, 1185/1185 S, 1195 L 1195 S-2 / S-4, 1215 S-2 / S-4, 1340 S- 1360 S2 / S4, 1615 L / S 1615 L, 1640, 1650, 1670, 1690, 1465, 1475 Super alto, 1485, 1499 SX / 1499 L.